# Поповский (хутор)
Поповский, также Попов и Растеряев — ныне не существующий казачий хутор, находившийся на современной территории Фроловского района Волгоградской области.

## Месторасположение
Находился в 34 верстах от станицы Раздорской и в 90 верстах от окружной станицы Усть-Медведицкой на реке Лычак. С точки зрения современного административно-территориального устройства — приблизительно в трёх километрах восточнее от хутора Зеленовский Фроловского района Волгоградской области на реке Лычак.

## История
Входил в Раздорский юрт Усть-Медведицкого округа Области Войска Донского.
С момента своего появления хутор назывался Растеряев, затем с приездом в этот хутор священника стал называться Поповским. Хутор значится на картах конца XVIII — начала XX вв. Прекратил своё существование в связи с укрупнением колхозов (1950-е годы).
30 октября 1964 года хутор Поповский был исключён из учётных данных как фактически не существующий в связи с переселением его жителей в посёлок Пригородный Пригородного поселкового Совета.

## Население
К 1859 году на хуторе Поповском было 10 дворов, в которых жило 119 человек: 67 мужчин и 52 женщины. По данным за 1873 год — 228 человек (116 мужчин и 112 женщин) в 32 дворах. В 1897 году — 271 человек (271 и 133 соответственно) в 36 дворах. В 1915 году — 390 человек (177 и 213 соответственно) в 58 дворах.

## Память
Известный певец Игорь Растеряев, чьи предки жили на этом хуторе, поставил железный крест с надписью «Здесь стоял хутор Поповский, до XIX века называвшийся Растеряев». 